# Kosmos 54
Kosmos 54 – radziecki satelita telekomunikacyjny wysłany wraz z bliźniaczymi Kosmos 55 i 56. Dziewiąty statek typu Strzała.